# Isle-Saint-Georges
Isle-Saint-Georges település Franciaországban, Gironde megyében. Lakosainak száma 516 fő (2022. január 1.). Isle-Saint-Georges Cambes, Ayguemorte-les-Graves, Beautiran, Saint-Médard-d’Eyrans, Baurech, Cadaujac és Quinsac községekkel határos.

## Népesség
A település népességének változása:
| Lakosok száma | 442  | 510  | 541  | 559  | 539  | 538  | 522  | 523  | 521  | 516  |
|               | 1968 | 1982 | 1990 | 2006 | 2013 | 2015 | 2017 | 2019 | 2020 | 2022 |